# Chegutu
Chegutu (già Hartley fino al 1982) è un centro abitato dello Zimbabwe, situato nella Provincia del Mashonaland Occidentale.